# Naoya Tomita
Naoya Tomita (冨田 尚弥?, Tomita Naoya; Tōkai, 22 aprile 1989) è un nuotatore giapponese.

## Carriera
Specializzata nella rana, ha vinto il titolo sui 200 metri ai mondiali in vasca corta di Dubai 2010.

## Palmarès
- Mondiali in vasca corta

Dubai 2010: oro nei 200m rana.
- Giochi asiatici

Guangzhou 2010: oro nei 200m rana.
- Universiadi

Belgrado 2009: argento nei 200m rana.